# Grimpa-soques ocel·lat
El grimpa-soques ocel·lat és una ocell sud-americà de la família dels furnàrids.

## Taxonomia
Segons la Classificació del Congrés Ornitològic Internacional (versió 10.2, 2020) es reconeixen 4 subespècies:
- X. o. lineatocapilla (Berlepsch et Leverkühn, 1890), que viu a prop del riu Orinoco.
- X. o. beauperthuysii (Pucheran et Lafresnaye, 1850), des del sud-est de Colòmbia i sud-oest de Veneçuela fins l'est de l'Equador, nord-est del Perú i nord-oest del Brasil.
- X. o. perplexus JT Zimmer, 1934, de l'est del Perú i oest del Brasil.
- X. o. ocellatus (Spix, 1824), del nord de Brasil.

Segons el Handbook of the Birds of the World and BirdLife International Digital Checklist of the Birds of the World (versió 5, 2020), les dues primeres subespècies formarien una espècie diferent, de la següent manera:
- Xiphorhynchus beauperthuysii - grimpa-soques ocel·lat septentrional.[3]
- Xiphorhynchus ocellatus (sensu stricto) - grimpa-soques ocel·lat meridional.[4]